# Sally Alexander
Sally Alexander (1943), FRHistS, es una académica, historiadora y feminista inglesa. 

## Carrera
Completó una diplomatura en historia en el Ruskin College, Oxford, antes de continuar sus estudios, obteniendo un grado de Bachelor of Arts en el tema, por la University College de Londres. En 1970, ayudó a organizar la primera conferencia nacional  Movimiento de Liberación de la Mujer en el Ruskin College, y participó en varios Talleres de Liberación de la Mujer de Londres, así como en el "Night Cleaners Campaign" (Campaña de Limpiadores Nocturnos) (de 1970 a 1972). 
Como editora fundadora de la Revista Taller de Historia (establecida en 1976), enseñó en el Departamento de Murales Extras de la Universidad de Londres en la década de 1970; a partir de 2018, es profesora emérita de Historia Moderna en el Goldsmith's University of London.
Además de la historia feminista, sus intereses académicos incluyen la historia de otros movimientos sociales, de memoria y del psicoanálisis en Gran Bretaña.

## Obra

### Algunas publicaciones
- Presencia y protagonismo: aspectos de la historia de la mujer, v. 15 de Libros del Tiempo (Serbal): Economía, Trabajo, Ambiente. Editora Mary Nash, ed. del Serbal, 405 p. ISBN 8485800745 ISBN 97884858007421984

- Becoming a Woman: And Other Essays in 19th and 20th Century Feminist History (Convertirse en una mujer: y otros ensayos en la historia feminista de los siglos XIX y XX) (Londres: Virago, 1994).

- (coeditó con Barbara Taylor) History and Psyche: Culture, Psychoanalysis, and the Past (Historia y psique: cultura, psicoanálisis y pasado.) (Basingstoke: Palgrave Macmillan, 2012).

- "Sally+Alexander"&hl=es-419&sa=X&ved=0ahUKEwjTj5SS0YfhAhWfLLkGHZYJCJ4Q6AEIMDAB#v=onepage&q&f=false Women's Fabian Tracts. Ed. Routledge, 464 p. ISBN 1136410244 ISBN 9781136410246 2013